# チョチョ族
チョチョ族（チョチョぞく、Chocho）は、メキシコに住む民族。

## 居住地
メキシコ、オアハカ州北部、ミシュテカアルタ一帯に住む。

## 生活
雨がまれにしか降らず、降れば豪雨になる土地であるが、極めて多くの野菜類を栽培している。主食はトウモロコシ。
家畜としてヤギ、ニワトリ、七面鳥を飼育している。
チョチョ族の作るヤシの葉の帽子は、美術的に高く評価されている。

## 宗教
19世紀になって、それまで彼らが神とあがめていた鍾乳石をアブレーゴ神父が破壊して見せた結果、チョチョ族は全面的にカトリックに改宗した。